# Ferrovia Ōigawa
La Ferrovia Ōigawa (大井川鐵道?, Ōigawa Tetsudō), chiamata anche Daitetsu (大鐵?), è una compagnia ferroviaria giapponese con sede nella città di Shimada, nella prefettura di Shizuoka, che gestisce due linee ferroviarie.
La compagnia apparteneva al Gruppo Meitetsu fino al 2015, quando è stata venduta a Eclipse Hidaka, una compagnia di ristorazione e alberghiera con sede a Hidaka, Hokkaidō.

## Storia
La compagnia ferroviaria fu fondata il 10 marzo 1925 e tra il 1927 e il 1931 aprì la linea principale Ōigawa in più fasi. La linea ferroviaria veniva utilizzata principalmente per il trasporto del legname a valle e per il trasporto di materiali da costruzione e operai a monte verso i cantieri di varie dighe e centrali idroelettriche. Il 1° agosto 1959 l'aziande assunse la gestione operativa dell'adiacente linea Ikawa. Questo fu costruito dalla compagnia elettrica Ōigawa Denki e dal suo successore Chūbu Denryoku e completato nel 1954.
Nel 1970 l'azienda decise di acquistare una locomotiva a vapore costruita nel 1892 dalla società britannica Dübs and Company per salvarla dalla rottamazione e mantenerla funzionante. Dopo aver acquistato una locomotiva a vapore della serie C56, la Ferrovia Ōigawa iniziò a effettuare regolari viaggi speciali sulla linea principale Ōigawa il 9 luglio 1976. Nel corso degli anni furono aggiunte ulteriori locomotive e carrozze passeggeri, nonché una piattaforma girevole Ransomes & Rapier.
I viaggi speciali sono diventati il pilastro dell'azienda e oggi rappresentano il 90% delle vendite. A causa del terremoto di Tōhoku nel 2011, il numero di viaggiatori in gruppo è diminuito drasticamente, il che ha posto problemi finanziari alla compagnia. L'offerta è stata ridotta e il Gruppo Meitetsu è uscito come principale azionista. La società turistica Eclipse Hidaka ha poi rilevato la maggioranza azionaria il 1º settembre 2015.
Nel settembre 2022, la linea principale Ōigawa ha subito danni sostanziali a causa della tempesta tropicale Talas. I servizi ferroviari tra Kawane-Onsen Sasamado e la stazione di Senzu sono stati sospesi. Le locomotive a vapore sono state modificate per funzionare solo tra Shin-Kanaya e Kawane-Onsen Sasamado.
Dal 1986, la Ferrovia Ōigawa ha mantenuto una partnership con la Alishan Forest Railway di Taiwan. Un'altra partnership esiste dal 1997 con la ferrovia Brienz-Rothorn in Svizzera.

## Linee ferroviarie
La società gestisce due linee ferroviarie con scartamento di 1.067 mm
- Linea principale Ōigawa (大井川本線?) : Kanaya – Senzu (39,5 km, 20 stazioni)
- Linea Ikawa (井川線?) : Senzu – Ikawa (25,5 km, 14 stazioni)

Entrambe le linee sono principalmente linee turistiche. La linea principale Ōigawa è nota per i suoi treni a vapore storici, mentre la linea Ikawa è l'unica linea ferroviaria a cremagliera esistente in Giappone.

## Materiale rotabile
La linea principale Oigawa e la linea Ikawa hanno lo stesso scartamento ma le dimensioni dei vagoni sono significativamente diverse, per questo motivo, i veicoli che circolano sulle due linee sono diversi.
Linea principale Ōigawa
- Serie 7200
- Serie 16000
- Serie 21000
- Serie Ohafu
- Serie OHA 35
- Serie Suhafu 42
- Serie OHA 47
- Serie Suhafu 43
- Serie Ohani 36
- SerieSuite 82
- Serie Naro 80
- Serie C10 (locomotiva a vapore)
- Serie C10 8 (locomotiva a vapore)
- Serie C11 (locomotiva a vapore)
- Serie C11190 (locomotiva a vapore)
- Serie C11227 (locomotiva a vapore)
- Serie C12 (locomotiva a vapore)
- Serie C12 164 (locomotiva a vapore) Fuori servizio
- Serie C56 (locomotiva a vapore)
- Serie C56 44 (locomotiva a vapore) Fuori servizio
- Serie E10 (locomotiva elettrica)
- Serie E31 (locomotiva elettrica)
- Serie ED500 (locomotiva elettrica)

Linea Ikawa
- Serie Suhafu 1
- Serie Kuha 600
- Serie Suroni 200
- Serie Surof 300
- Serie ED90 (locomotiva elettrica)
- Serie DD20 (locomotiva diesel)

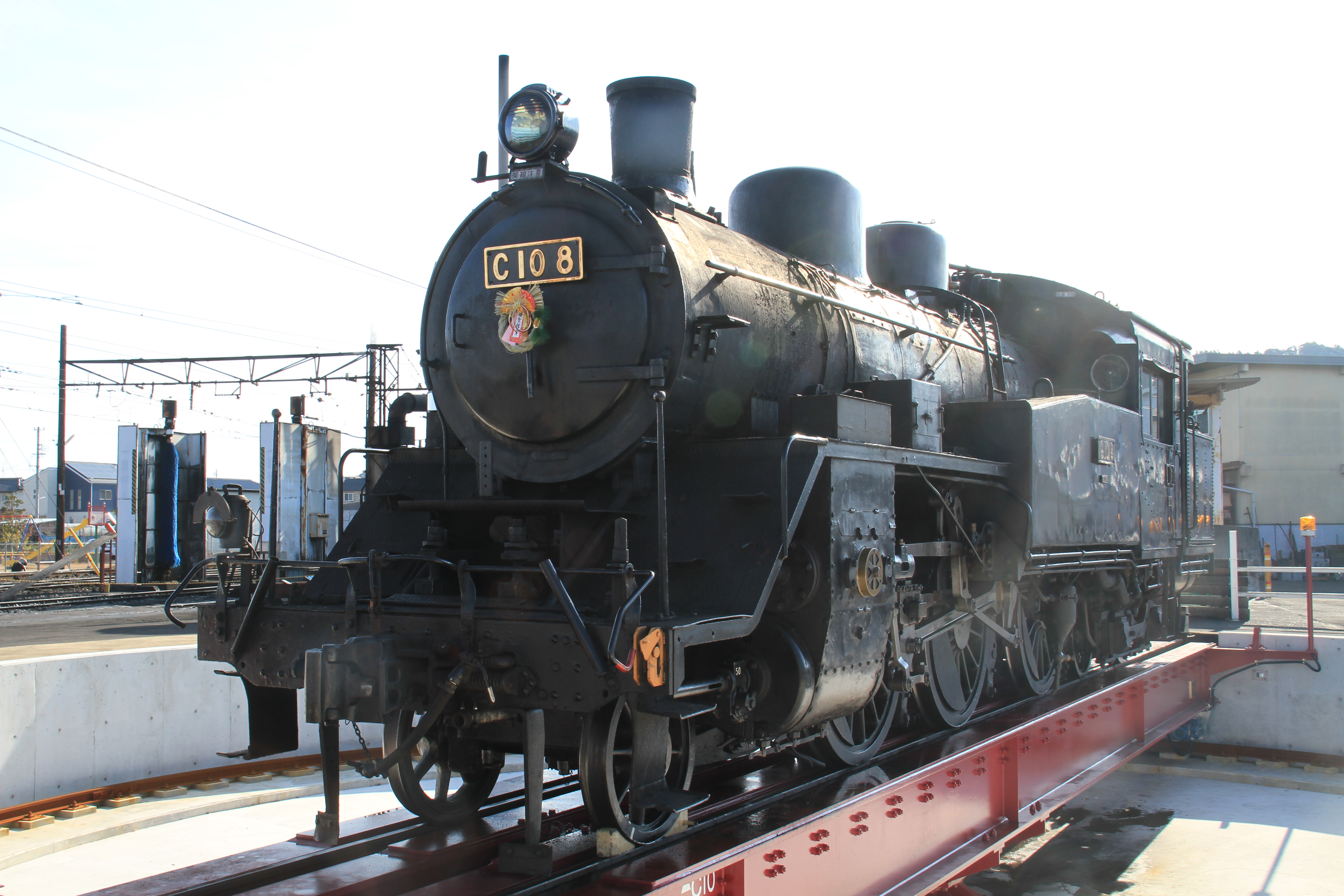
Classe C10 8
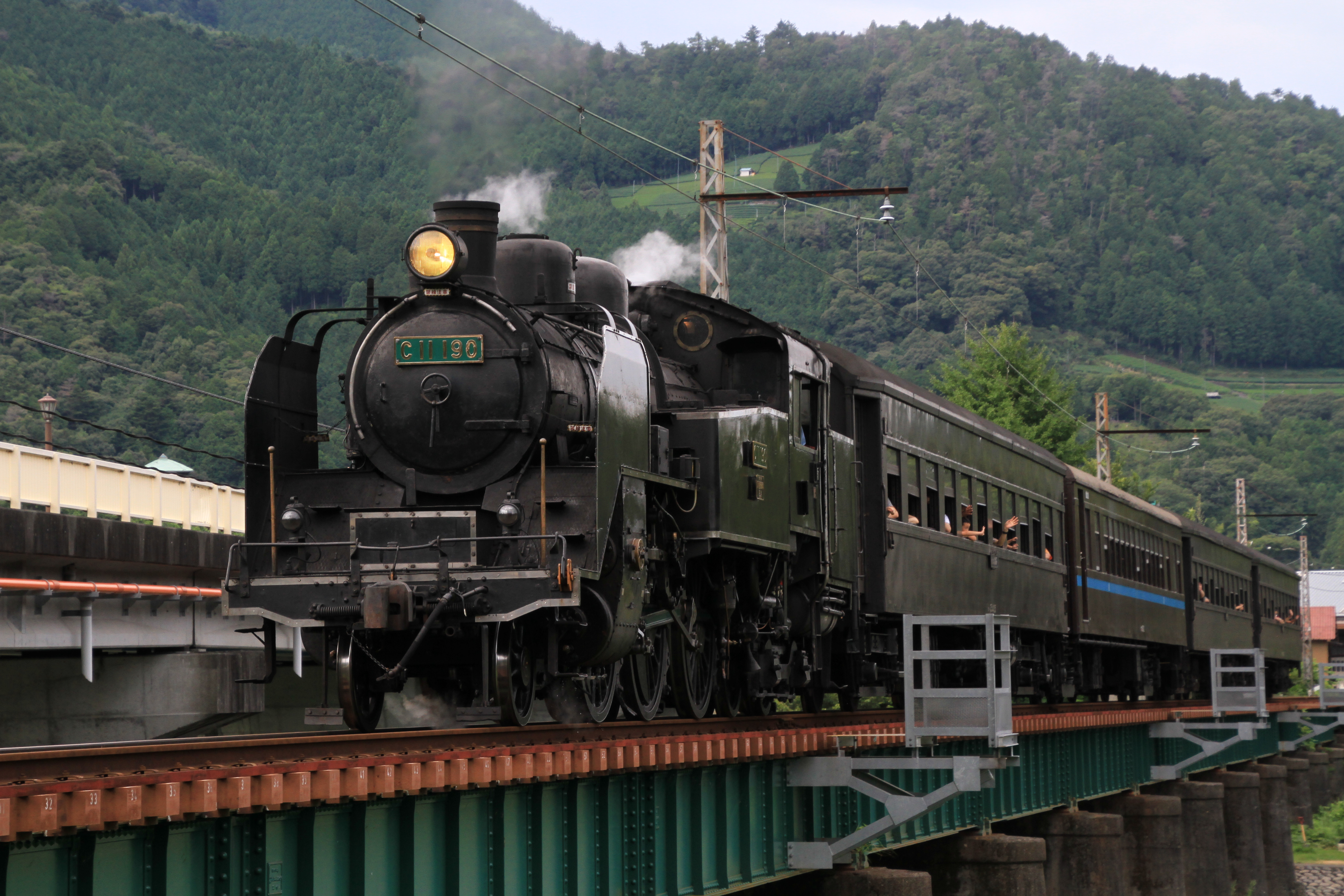
Classe C11 190
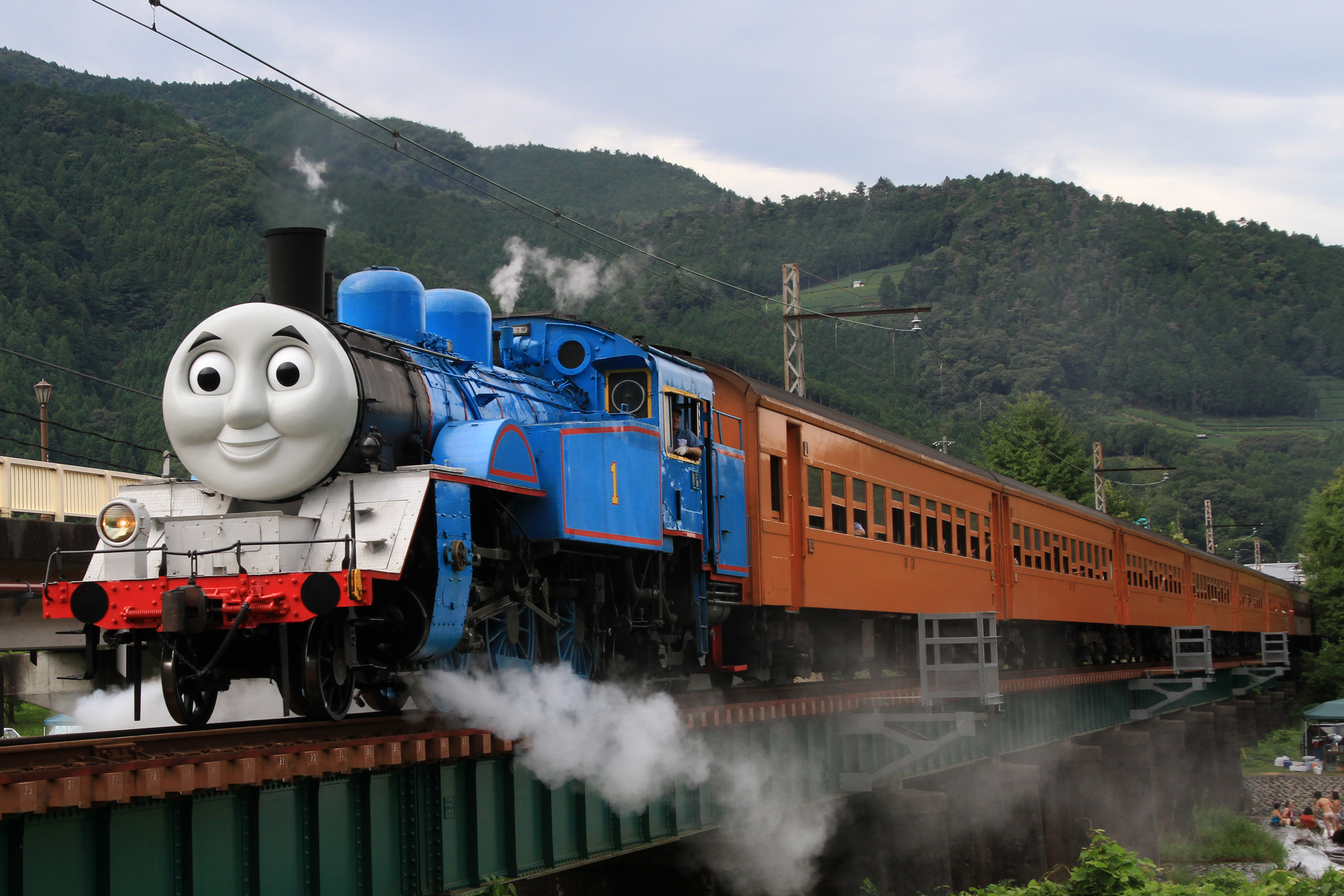
Classe C11 227 Il trenino Thomas
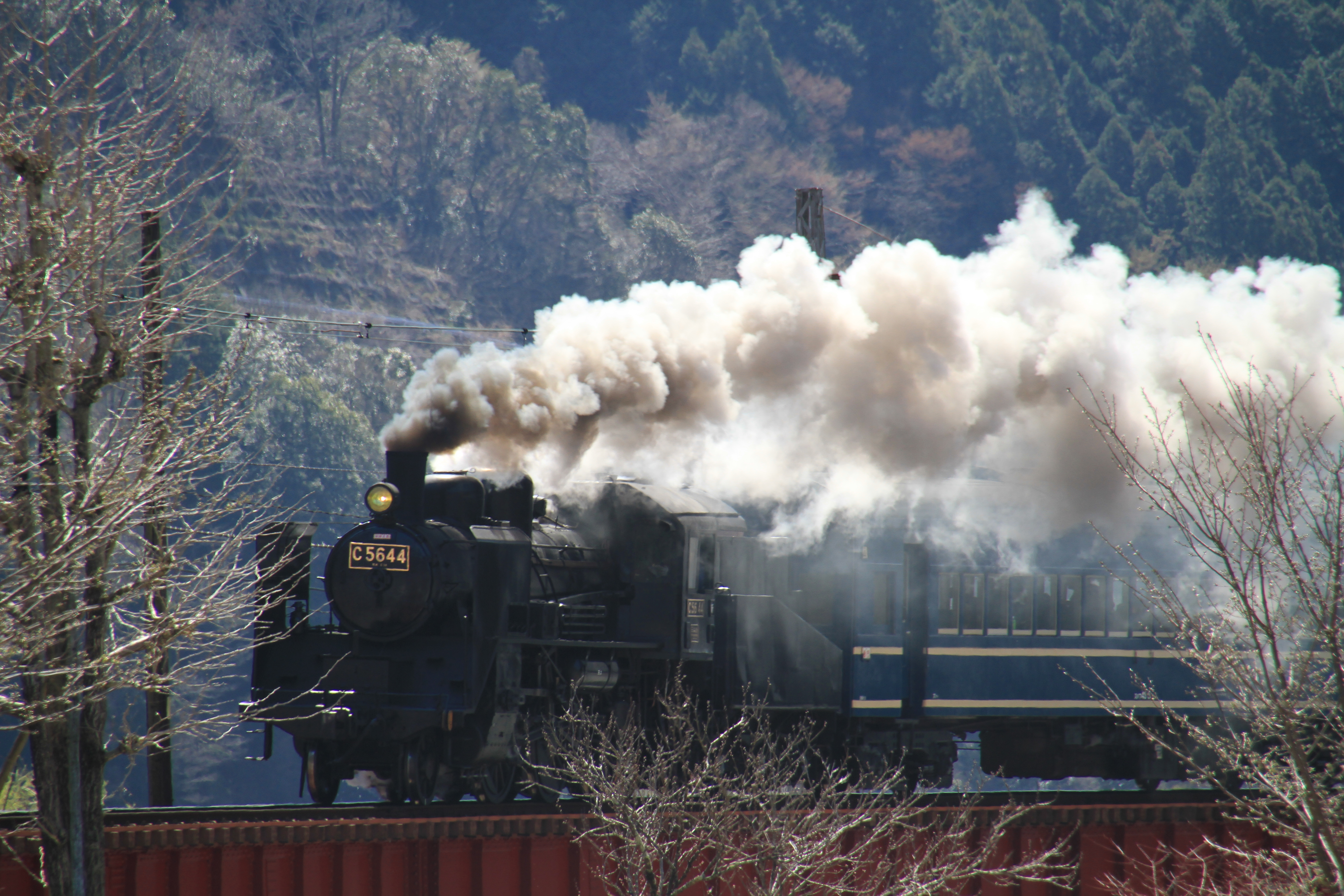
Classe C56 44
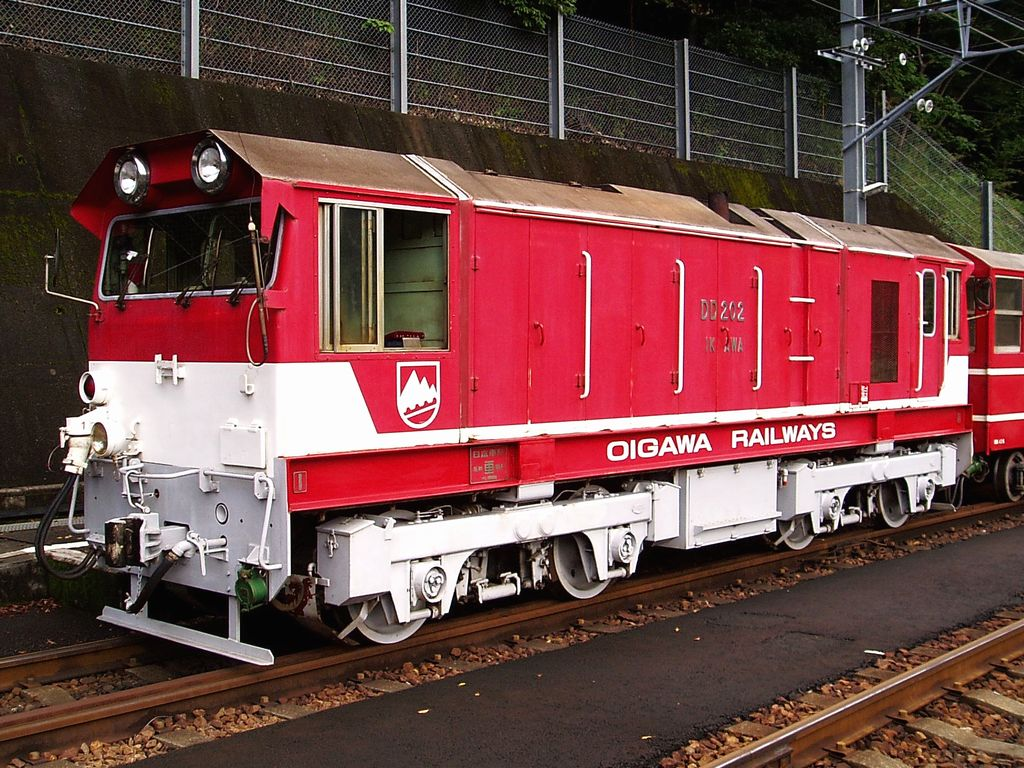
Classe DD20
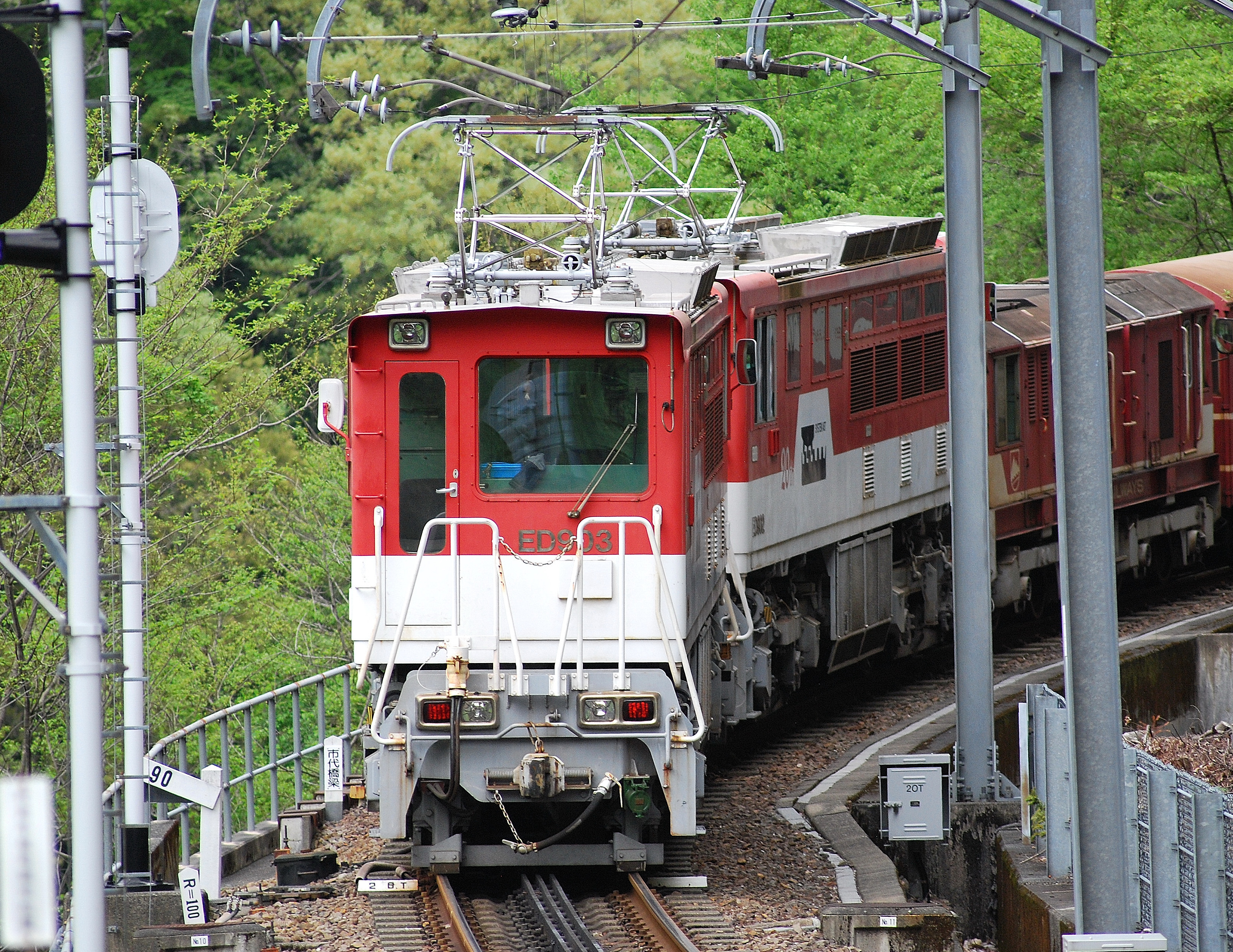
Classe ED90
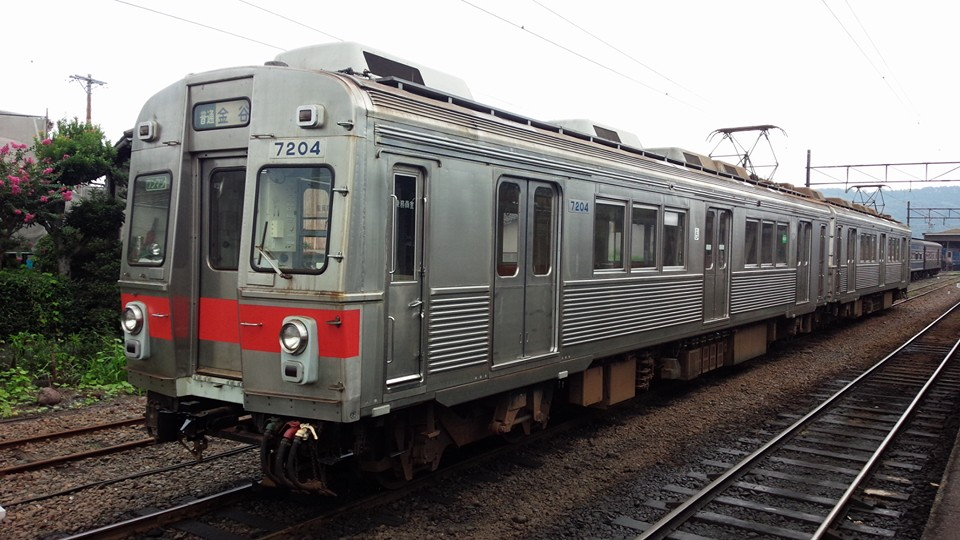
Serie 7200
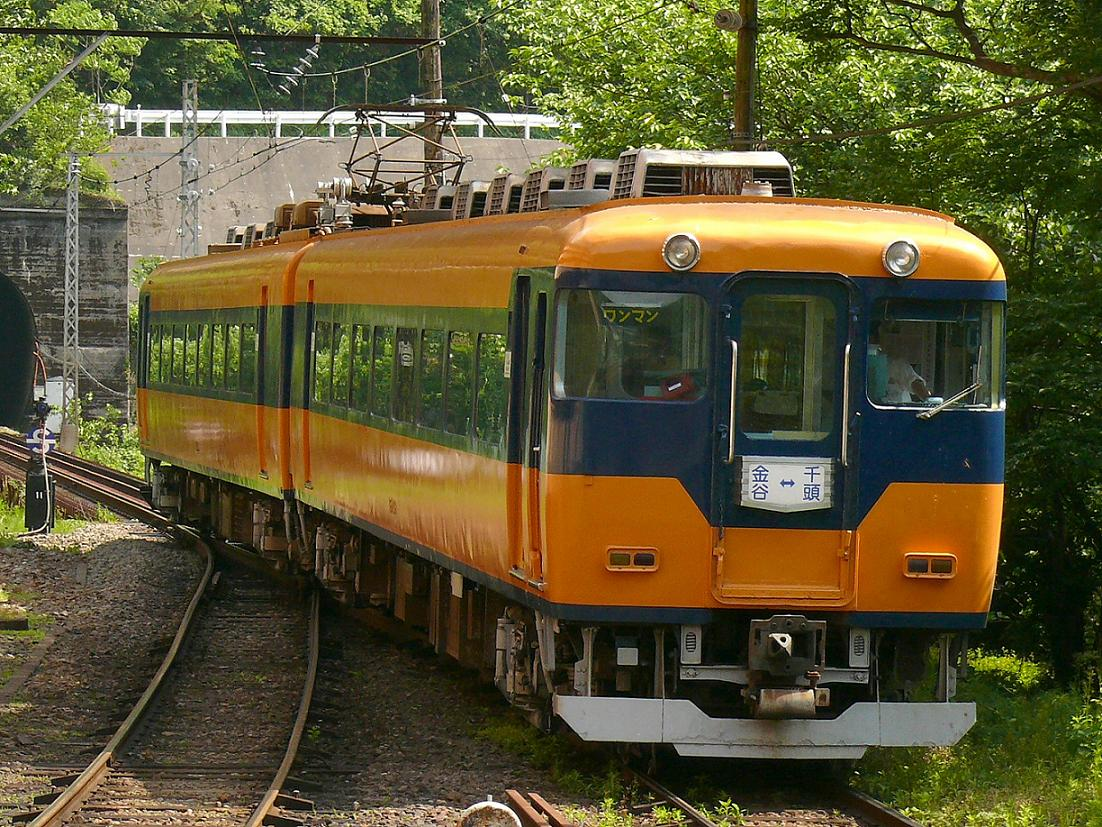
Serie 16000
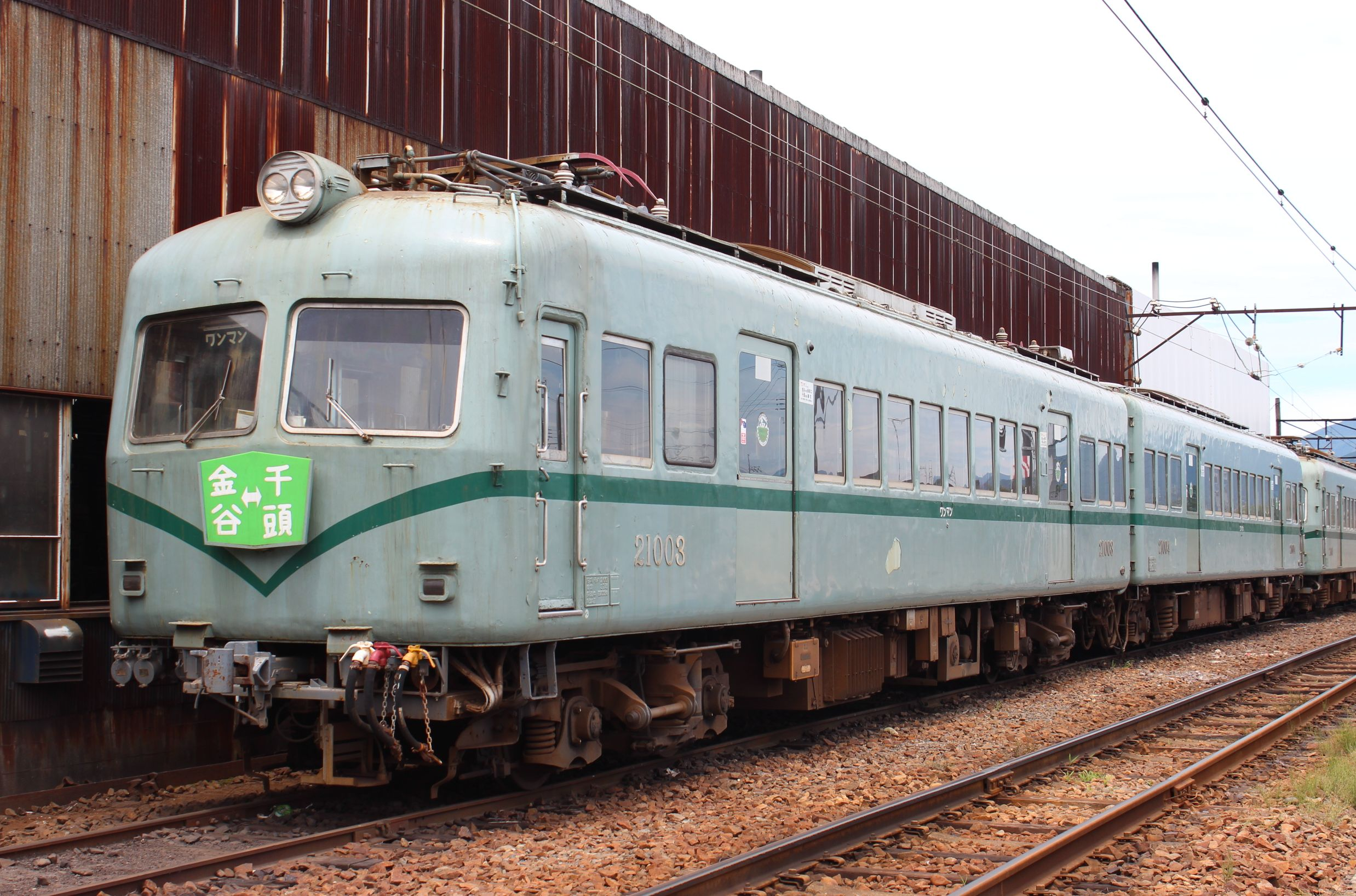
Serie 21000